# Cabasa glabrata
Cabasa glabrata är en tvåvingeart som först beskrevs av Walker 1861.  Cabasa glabrata ingår i släktet Cabasa och familjen rovflugor. Inga underarter finns listade i Catalogue of Life.